# 山大路街道
山大路街道，是中华人民共和国山東省济南市历城区下辖的一个乡镇级行政单位。

## 行政区划
山大路街道下辖以下地区：
甸柳社区、利农社区、殷家小庄社区、区直东社区、区直西社区、洪北社区、闵子骞社区、山大社区、建鑫社区和百花公园社区。